# 상봉시외버스터미널
상봉시외버스터미널(上鳳市外-)은 서울특별시 중랑구 상봉로 117(상봉2동 83-1)에 있었던 시외버스 터미널이다. 이 터미널은 동서울종합터미널과 마찬가지로 시외버스와 고속버스 겸용 버스 터미널로 구성되어 있었으며, 서울특별시 강북 지역의 중심 터미널 가운데 하나였다.

## 역사

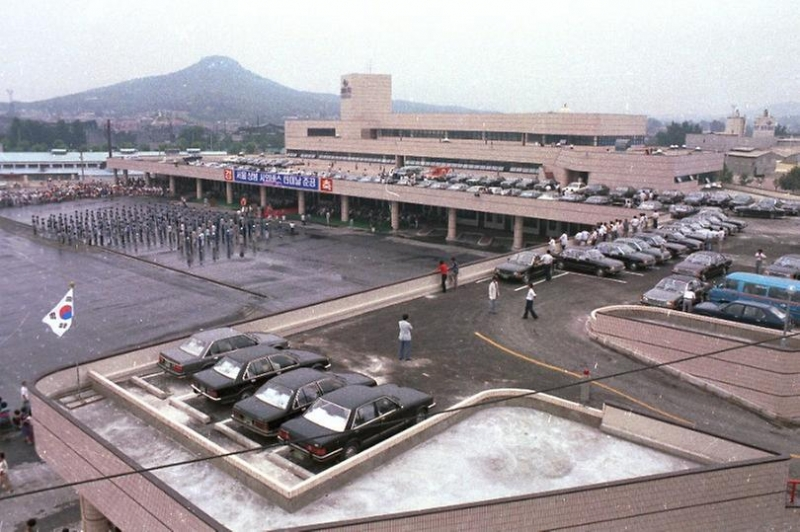
1985년 터미널 준공식 당시 모습

1970년대 서울특별시가 확장되면서 동대문구에 있던 동마장시외버스터미널의 이전 요구가 생기게 되자, 1981년에 동마장터미널의 기능을 동서울종합터미널과 상봉터미널 2곳으로 분할하는 계획이 확정되어 1985년 9월 2일에 영업을 개시했다.
본래 시외버스만 운영했으나, 1993년 12월부터 고속버스도 운행하기 시작했다. 그러나 이용객 감소로 인해 운영 회사인 신아주(주)는 지속적으로 사업 면허 폐지를 요구해 왔으며, 서울특별시에서 이를 받아들이지 않자 소송을 진행하였다. 2008년 대법원은 서울특별시가 상봉터미널의 사업 면허 폐지 요구를 받아들여야 한다고 판결하였다.
대법원의 판결 이후에도 폐쇄되지 않고 영업해 왔으나, 코로나19에 SRT 및 상봉역의 강릉선 KTX 개통 여파로 이용객이 크게 감소했다. 시외버스는 2018년 5월부터 상봉 - 원주 노선을 제외한 모든 노선이 폐지되었고, 고속버스는 2023년 3월 31일 상봉 - 대전 노선을 마지막으로 완전히 폐지됐다.
2023년 3월부터 매표소를 운영하지 않고, 무인매표로 전환됐다. 그럼에도 이용률이 회복되지 못해, 2023년 11월 30일을 마지막으로 터미널 폐쇄가 확정됐다. 마지막으로 남은 상봉-원주 노선은 폐지되지 않고, 터미널 외부에 폴대로 설치된 임시 승강장을 세워서 계속 운행한다. 상봉터미널 부지는 재개발이 확정되어 2024년 3월경에 철거됐으며, 지상 49층 규모의 주상복합 건물이 들어설 예정이다.